# Megas
Magnús Þór Jónsson, más conocido como Megas (fecha y lugar de nacimiento: 7 de abril de 1945 en Reikiavik, Islandia), es un reconocido cantante, compositor y escritor.

## Interés en la música
Al ser un admirador de Elvis Presley, Megas dio la bienvenida a la llegada del rock & roll a Islandia hacia 1956, aunque su interés en la música fue pospuesto cuando entró a la escuela de gramática en 1960.

Desde joven estudió piano y mostró ser habilidoso con la pintura. Escribió breves historias inverosímiles para el periódico escolar y en 1968 también publicó las partituras y las letras de 14 de sus canciones, muchas de las cuales aparecerían más tarde en sus primeros álbumes. Como un joven escritor bohemio, estaba inspirado por Bob Dylan y Ray Davies y Bob marley, lo que hizo que se embarcara en la composición, pero sus trabajos no eran meras copias de sus ídolos anglosajones, de hecho sus canciones eran muy originales.

## Primer lanzamiento y controversia
Hacia los inicios de los años 70, sus trabajos musicales no eran accesibles a la audiencia ya que Megas sólo interpretaba sus canciones para sus amigos de los círculos izquierdistas. Sin embargo, en 1972, estudiantes islandeses en Oslo, Noruega financiaron el lanzamiento de su primer álbum en donde letras diabólicas y satíricas estaban acompañadas por una suave música acústica interpretada por músicos de folk noruegos. Este trabajo, que fue titulado con su nombre artístico, causó controversia y su música fue prohibida en la radio nacional de Islandia, pero Megas se convirtió en una figura de culto en la creciente escena alternativa.

En 1973, ante las dificultades de poder seguir editando discos, Megas publicó sus versos y música en tres libros.
Cuando sus letras originales fueron interpretadas con la banda de rock eléctrico Judas en 1975, Megas se las arregló para alcanzar una mayor audiencia. Muchas de esas canciones se mofaban del legado cultural islandés, como en sus dos álbumes siguientes: Millilending (1975) y Fram og Aftur Blindgötuna (1976), los cuales fueron más pesados que el primero y en donde los temas en los que se centró contenían todos los tabúes de la sociedad islandesa con referencias a la literatura clásica y a un revisionismo histórico sarcástico, dividiendo a la audiencia en una minoría hostil y e una mayoría entusiasta. Sus canciones eran de extraordinaria poesía y el uso del idioma islandés demostró ser una forma innovadora para impulsar el rock & roll islandés.
En 1977 Megas lanzó Á Bleikum Náttkjólum junto a Spilverk Þjóðanna, una banda de folk-rock muy popular. Este álbum fue votado el mejor álbum islandés de todos los tiempos y con una variedad de estilos musicales, contiene lo que muchos críticos consideran la primera canción de punk islandés. Para finales de la década del setenta, Megas era percibido como un provocador y su importante papel en la escena del rock islandés lo convirtieron en una referencia para artistas futuros.

Más tarde lanzó un álbum de canciones infantiles, un álbum doble en vivo y se retiró de la música islandesa para trabajar en el puerto y se graduó de la escuela de bellas artes.

## De regreso a la música
Para 1983 reapareció en la escena musical al colaborar con otras bandas y tocar como músico invitado en varios álbumes.
En 1985 se unió a KUKL en un nuevo proyecto que se dio a conocer con el nombre de MEGAKUKL realizando una gira por toda Islandia y llegando a grabar unas 20 canciones, las cuales aún permanecen como material inédito.

Después de siete años de ausencia, su carrera solista fue reanudada en 1986 con el lanzamiento de Í Góðri Trú.
En 1990 Megas lanzó Hættuleg Hljómsveit & Glæpakvendið Stella y comenzó con un nuevo proyecto musical con los integrantes de KUKL llamado Hættuleg Hljómsveit (La Banda Peligrosa), con la cantante Björk como vocalista de fondo.

## El presente
Megas ha permanecido como uno de los más importantes artistas islandeses. Considerado el padre del rock islandés y aclamado por su trabajo prolífico, y algunas veces controvertido, su discografía completa hasta 1990 fue relanzada en 2002, remasterizada y con bonus tracks.

Más recientemente, se unió al grupo Súkatt para crear un nuevo proyecto bajo el nombre Megasukk y lanzaron Hús Datt, el álbum de debut en 2005.
Algunos de los artistas que han trabajado con Megas son los siguientes: Björgvin Gíslason, Björn Bjarnason, Bragi Kristjónsson, Guðlaugur Kristinn Óttarsson, Hjálmar Sveinsson, Páll Baldvin Baldvinsson, Páll Valsson, Svavar Gestsson, Þórður Magnússon y Þórunn Valdimarsdóttir, entre muchos otros.

## Discografía
Álbumes:

- 1972 - Megas (???)
- 1975 - Millilending (???)
- 1976 - Fram og Aftur Blindgötuna (???)
- 1977 - Á Bleikum Náttkjólum (???), junto a Spilverk Þjóðanna.
- 1978 - Nú er Ég Klæddur og Kominn á Ról (???)
- 1979 - Drög að Sjálfsmorði (Skífan)
- 1986 - Í Góðri Trú (???)
- 1987 - Loftmynd (Gramm)
- 1988 - Höfuðlausnir (Gramm)
- 1990 - Hættuleg Hljómsveit & Glæpakvendið Stella (Megas)
- 1992 - Þrír Blóðdropar (Skífan)
- 1993 - Paradísarfuglinn (Skífan)
- 1994 - Drög að Upprisu (Japis), junto a Nýdönsk.
- 1996 - Til Hamingju með Fallið (???)
- 1997 - Fláa Veröld (???)
- 2000 - Svanasöngur á Leiði (???)
- 2001 - Far... Þinn Veg (Ómi)
- 2001 - Haugbrot (Ómi)
- 2002 - (Kristilega Kærleiksblómin Spretta í Kringum) Hitt (???)
- 2002 - Englaryk í Tímaglasi (???)
- 2002 - Megas (???)
- 2002 - Megas 1972-2002 (Skífan)

### MEGAKUKL(1985)
- Sin lanzamientos oficiales: - Megas y KUKL grabaron cerca de 20 canciones, pero las cintas originales se creen perdidas.

### Hættuleg Hljómsveit (1990)
- Sin lanzamientos oficiales: - grabaron algunas pistas en Pulsinn.

### Megas - apariciones y colaboraciones
- 1981 - Northern Lights Playhouse (Fálkinn), compilado islandés.
- 1984 - Tvær í Takinu (Spor), compilado islandés.
- 1987 - Hvít er Borg og Bær (Smekkleysa), compilado de Navidad.
- 1987 - Skytturnar (Gramm), banda sonora de la película dirigida por Friðrik Þór Friðriksson.
- 1987 - Geyser - Anthology of the Icelandic Independent Music Scene of the Eighties (Enigma Records), compilado islandés.
- 1988 - Bláir Draumar (Skífan), junto a Bubbi Morthens
- 1989 - Og Augun Opnast (???), compilado islandés.
- 1997 - Stelpurnar Okkar 1970-1994 (Spor), compilado islandés.
- 2002 - Fálkar (Smekkleysa), banda sonora de la película dirigida por Friðrik Þór Friðriksson.
- 2005 - Dense Time (Pronil Holdings), álbum de Guðlaugur Kristinn Óttarsson.

### Discografía deMegasukk
- 2005 - Hús Datt (Smekkleysa)